# Acrothamnus montanus
Acrothamnus montanus är en ljungväxtart som först beskrevs av Robert Brown, och fick sitt nu gällande namn av Christopher John Quinn. Acrothamnus montanus ingår i släktet Acrothamnus och familjen ljungväxter. Inga underarter finns listade i Catalogue of Life.